# Andrzej Maria Deskur
Andrzej Maria Deskur (Sancygniów, 29 februari 1924 – Vaticaanstad, 3 september 2011) was een Pools geestelijke en kardinaal van de Katholieke Kerk.
Deskur stamte uit een van oorsprong Franse familie. Na zijn middelbare school studeerde hij rechtsgeleerdheid aan de Jagiellonische Universiteit in Krakau. Hij sloot zijn studie met een promotie af. Daarna werd hij geroepen tot het priesterschap. Hij studeerde aan het seminarie van Krakau en werd in 1950 priester gewijd.
Hij trad in 1952 in dienst bij de Romeinse Curie. Van 1954 tot 1964 was hij ondersecretaris van de Pauselijke Commissie voor de Cinema, de Televisie en de Radio. Tijdens het Tweede Vaticaans Concilie was hij hoofd van het Vaticaanse Persbureau. In 1973 benoemde paus Paulus VI Deskur tot president van de Pauselijke Raad voor de Sociale Communicatiemiddelen. Hij werd in 1974 titulair bisschop van Thenae. In 1980 werd hij – pro hac vice, met behoud van zijn titulaire bisdom – tot titulair aartsbisschop bevorderd. In 1984 ging hij met emeritaat.
Tijdens het consistorie van 25 mei 1985 creëerde paus Johannes Paulus II hem kardinaal. De San Cesareo in Palatio – voorheen de titelkerk van Johannes Paulus zelf – werd zijn titeldiakonie. Op 29 januari 1996 werd hij benoemd tot kardinaal-priester; zijn titeldiaconie werd ook zijn titelkerk pro hac vice.
Deskur nam vanwege zijn leeftijd niet deel aan het conclaaf van 2005. Kardinaal Deskur was president van de Pauselijke Academie van de Onbevlekte Ontvangenis.